# Ctenophorinia grisea
Ctenophorinia grisea är en tvåvingeart som beskrevs av Louis-Paul Mesnil 1967. Ctenophorinia grisea ingår i släktet Ctenophorinia och familjen parasitflugor. Inga underarter finns listade i Catalogue of Life.